# 陈育宁
陈育宁（1945年1月—），男，汉族，山西人，中华人民共和国民族史学家、政治人物，曾任宁夏回族自治区政协副主席，宁夏大学党委书记、校长。